# Nouainville
Nouainville település Franciaországban, Manche megyében. Lakosainak száma 620 fő (2022. január 1.). Nouainville Cherbourg-en-Cotentin, Sideville és La Hague községekkel határos.

## Népesség
A település népességének változása:
| Lakosok száma | 214  | 283  | 335  | 473  | 481  | 552  | 603  | 633  | 633  | 620  |
|               | 1968 | 1982 | 1990 | 2006 | 2013 | 2015 | 2017 | 2019 | 2020 | 2022 |